# Exechia sororcula
Exechia sororcula är en tvåvingeart som beskrevs av Paul Lackschewitz 1937. Exechia sororcula ingår i släktet Exechia och familjen svampmyggor. Inga underarter finns listade i Catalogue of Life.